# Europamästerskapen i simhopp 2011
Europamästerskapen i simhopp 2011 hölls i Turin, Italien den 8-13 mars 2011. Det var andra gången som EM i simhopp ej hölls i samband med europamästerskapen i simsport. Mästerskapet var en del av kvalifikationen till OS 2012 i London och anordnades av LEN.

## Schema
| Datum   | Gren                                  |
| ------- | ------------------------------------- |
| 8 mars  | Öppningsceremoni                      |
| 8 mars  | Lagtävling                            |
| 9 mars  | 1 m svikt - herrar                    |
| 9 mars  | 10 m plattform - damer                |
| 10 mars | 3 m svikt - herrar                    |
| 10 mars | 10 m synkroniserad plattform - damer  |
| 11 mars | 3 m synkroniserad svikt - herrar      |
| 11 mars | 1 m svikt - damer                     |
| 12 mars | 10 m synkroniserad plattform - herrar |
| 12 mars | 3 m svikt - damer                     |
| 13 mars | 10 m plattform - herrar               |
| 13 mars | 3 m synkroniserad svikt - damer       |

## Resultat

### Herrar
| Gren                         | Guld                                      | Silver                                          | Brons                                  |
| 1 m svikt                    | Jevgenij Kuznetsov                        | Illja Kvasja                                    | Matthieu Rosset                        |
| 3 m svikt                    | Patrick Hausding                          | Ilja Zatjarov                                   | Jevgenij Kuznetsov                     |
| 3 m synkroniserad svikt      | Ryssland Jevgenij Kuznetsov Ilja Zatjarov | Tyskland Patrick Hausding Stephan Feck          | Frankrike Matthieu Rosset Damien Cely  |
| 10 m plattform               | Sascha Klein                              | Patrick Hausding                                | Oleksandr Bondar                       |
| 10 m synkroniserad plattform | Tyskland Sascha Klein Patrick Hausding    | Ukraina Oleksandr Bondar Oleksandr Gorsjkovozov | Ryssland Victor Minibaev Ilya Zakharov |

### Damer
| Gren                         | Guld                                 | Silver                                    | Brons                                     |
| 1 m svikt                    | Tania Cagnotto                       | Nadezjda Bazjina                          | Anna Lindberg                             |
| 3 m svikt                    | Anna Lindberg                        | Nadezjda Bazjina                          | Tania Cagnotto                            |
| 3 m synkroniserad svikt      | Tania Cagnotto Francesca Dallapè     | Nadezhda Bazhina Svetlana Philippova      | Katja Dieckhow Uschi Freitag              |
| 10 m plattform               | Noemi Batki                          | Julija Koltunova                          | Maria Kurjo                               |
| 10 m synkroniserad plattform | Ryssland Julia Koltunova Darla Govor | Tyskland Nora Subschinski Christin Steuer | Ukraina Iuliia Prokoptjuk Alina Tjaplenko |

### Lag
| Gren       | Guld                                   | Silver                                  | Brons                                         |
| Lagtävling | Ryssland Julia Koltunova Ilja Zacharov | Frankrike Audrey Labeau Matthieu Rosset | Ukraina Olena Federova Oleksandr Gorsjkovozov |

## Medaljfördelning
| Pl.    | Nation    | Guld | Silver | Brons | Totalt |
| ------ | --------- | ---- | ------ | ----- | ------ |
| 1      | Ryssland  | 4    | 5      | 2     | 11     |
| 2      | Tyskland  | 3    | 3      | 2     | 8      |
| 3      | Italien   | 3    | 0      | 1     | 4      |
| 4      | Sverige   | 1    | 0      | 1     | 2      |
| 5      | Ukraina   | 0    | 2      | 3     | 5      |
| 6      | Frankrike | 0    | 1      | 2     | 3      |
| Totalt | Totalt    | 11   | 11     | 11    | 33     |

## Deltagande nationer
103 aktiva från 22 nationer deltog.
| - Finland (3) - Frankrike (5) - Georgien (3) - Grekland (4) - Italien (12) - Kroatien (1) - Litauen (2) - Nederländerna (3) | - Norge (3) - Polen (3) - Rumänien (3) - Ryssland (11) - Schweiz (3) - Serbien (1) - Spanien (2) | - Storbritannien (9) - Sverige (6) - Tyskland (10) - Ungern (6) - Ukraina (9) - Vitryssland (5) - Österrike (1) |